# João Pinto Fontão
João Pinto Fontão (São João da Boa Vista, 30 de março de 1868 - Vargem Grande do Sul, 16 de janeiro de 1934, foi líder político, fazendeiro e empresário na cidade de Vargem Grande do Sul - SP.
Era filho do Capitão Antonio Pinto Fontão e de Dona Placidina de Oliveira (Leal) Fontão, vultos proeminentes na história de São João da Boa vista. Casou-se com dona Maria Cândida de Andrade Fontão, filha do Sr. Custódio José de Souza e de dona Cândida Margarida de Andrade.
Iniciou sua vida de fazendeiro com um pedaço de terra, doado por seu pai e organizou a fazenda Palmital. trabalhador ao extremo, adquiriu em pouco tempo, mais terras nas vizinhanças, formando a grande fazenda "Ribeirão Preto da Forquilha", no município onde viveu até o fim de seus dias. Nestas terras nasceram seus 11 filhos, José de Andrade Fontão, Palmira Fontão Godoy, Heitor de Andrade Fontão, Iracema Fontão Carril, Maria Fontão Peres, Ana de Andrade Fontão, Odete de Andrade Fontão, Ofélia Fontão Costa, Antônio Pinto Fontão, João Pinto Fontão Junior e Dirce de Andrade Fontão. Foi co-proprietario da "A Imprensa".
Quando Vargem Grande do Sul era ainda Distrito da Paz foi eleito vereador à Câmara Municipal de São João da Boa Vista e membro do diretório político da comarca onde lutou por seu pequeno distrito, foi de sua iniciativa o projeto para a construção da Cadeia Pública em 1904, este prédio foi adaptado para grupo escolar (1915), Fórum (1969),Casa da Cultura (1988). Batalhou valentemente para que fosse Vargem Grande do Sul elevada a categoria de Município, aspiração que viu realizada em 1921.
Era tido por todos os moradores de São João da Boa Vista e Vargem Grande do Sul e cidades vizinhas como mediador em questões financeiras ou particulares, resolvendo com ponderação e bom senso. Fundou a Casa Bancária J. P. Fontão & Cia., com o Sr. Antônio Ricardo da Costa, estabelecimento único na cidade e que muito contribuiu para o desenvolvimento da lavoura e comércio nos primórdios do município. Ocupou por diversas vezes os cargos de sub-prefeito, delegado e sub-delegado de polícia. Foi um dos principais idealizadores do Hospital de Caridade de Vargem Grande do Sul. Com justiça foi apelidado por Pamplona, articulista político do Jornal "A Imprensa" na edição de aniversário de 1949, de "Verdadeiro Varão Plutarco".
No dia 16 de Janeiro de 1934, dia de seu falecimento, a Câmara Municipal de Vargem Grande do Sul prestou-lhe homenagem póstuma, decretando luto oficial e denominando de "Praça Capitão João Pinto Fontão" a praça central que era até então chamada de "Praça da Matriz" (Decreto nº 1, 16 de janeiro de 1934, Prefeito Paulino Dinarte de Matos, secretário João Franco de Souza).

## Fonte
- Gazeta de Vargem Grande do Sul - publicada em 27 de Janeiro de 1990